# 萊州市
萊州市（らいしゅう-し）は、中華人民共和国山東省煙台市に位置する県級市。

## 行政区画
- 街道：文昌路街道、永安路街道、三山島街道、城港路街道、文峰路街道、金倉街道
- 鎮：沙河鎮、朱橋鎮、郭家店鎮、金城鎮、平里店鎮、駅道鎮、程郭鎮、虎頭崖鎮、柞村鎮、夏邱鎮、土山鎮

## 出身者
- 張宗昌 - 中華民国の軍人。直魯聯軍総司令。その暴虐な支配から「狗肉将軍」とあだ名された。
- 張瑞敏 - 実業家。ハイアール・グループCEO。